# Tipula monoana
Tipula monoana är en tvåvingeart som beskrevs av Alexander 1965. Tipula monoana ingår i släktet Tipula och familjen storharkrankar. Inga underarter finns listade i Catalogue of Life.